# Clara Petacci
Clara Petacci, normalmente conocida como Claretta Petacci (Roma, 28 de febrero de 1912-Giulino di Mezzegra, 28 de abril de 1945) fue amante de Benito Mussolini desde 1932 hasta la muerte de ambos en 1945.

## Biografía
Nació en el seno de una familia de clase alta: su padre era el médico Francesco Saverio Petacci y su madre, Giuseppina Persichetti. Sus hermanos fueron Maria y Marcello.
Muy guapa y atractiva físicamente, Clara Petacci era inteligente y tenía un alto nivel cultural, derivado de sus muchas lecturas durante la adolescencia. Desde muy joven expresó su admiración por Benito Mussolini, de quien tenía retratos en su habitación. 
Ambos se conocieron personalmente en un encuentro casual en la playa de Ostia el 8 de septiembre de 1932, cuando Clara tenía apenas 20 años de edad y Benito ya 49. A partir de ese momento empezaron su relación extramatrimonial.
Cabe mencionar que Rachele Guidi (esposa de Benito) tenía conocimiento de esta relación, intentando acabar con ella, pero nunca lo consiguió. Hay que recordar también que Mussolini ya había tenido otra relación extramatrimonial con Ida Dalser, con la cual tuvo un hijo (Benito Albino Mussolini), y con Margherita Sarfatti.
En 1934, a los 22 años, Clara Petacci contrajo matrimonio con el teniente de 30 años Riccardo Federici, perteneciente a la Fuerza Aérea Italiana. Pero la pareja se separaría dos años después, en 1936.
Investigaciones biográficas han dado a entender que Clara realmente sintió un amor sincero hacia el Duce y que fue su amante devota e incondicional. El Duce trasladó a Clara a un exclusivo barrio romano llamado Villa Camiluccia, donde habitó una suntuosa propiedad.

### Arresto y ejecución
El 25 de abril de 1945, al final de la Segunda Guerra Mundial en Europa, el Duce abandonó Milán con dirección a Suiza acompañado por Clara Petacci. El 27 de abril, una patrulla de partisanos detuvo un convoy de la Wehrmacht, donde descubrieron y reconocieron a los dos amantes, a los que detuvieron.
Pier Luigi Bellini della Stelle, el jefe de los partisanos, se encontró a Claretta en el ayuntamiento de Dongo y le dijo que su intención no era matar a Mussolini, sino encarcelarlo. La contestación de Clara fue "si Benito moría, ella también". Su hermano Marcello Petacci también iba en el convoy, falleciendo al intentar escapar.
Posteriormente, en una reunión mantenida entre miembros del Comité de Liberación Nacional y representantes del Cuerpo de Voluntarios de la Liberación, que tuvo lugar en Milán, se decidió que Mussolini debía ser ejecutado.
Walter Audisio, apodado Coronel Valerio, un comunista que había participado en la guerra civil española integrado en las Brigadas Internacionales, fue el encargado de que el dictador italiano no fuera entregado a las autoridades y fuese fusilado.
Así pues, se trasladó a Mussolini cerca de Bonzanigo, se detuvieron en una curva de la carretera, donde dieron la oportunidad a Clara de que se les uniera y abandonara al Duce, pero ella se negó. Al momento de disparar el coronel Valerio al Duce, Clara Petacci se interpuso recibiendo la descarga. El Duce fue ametrallado, muriendo en el acto.

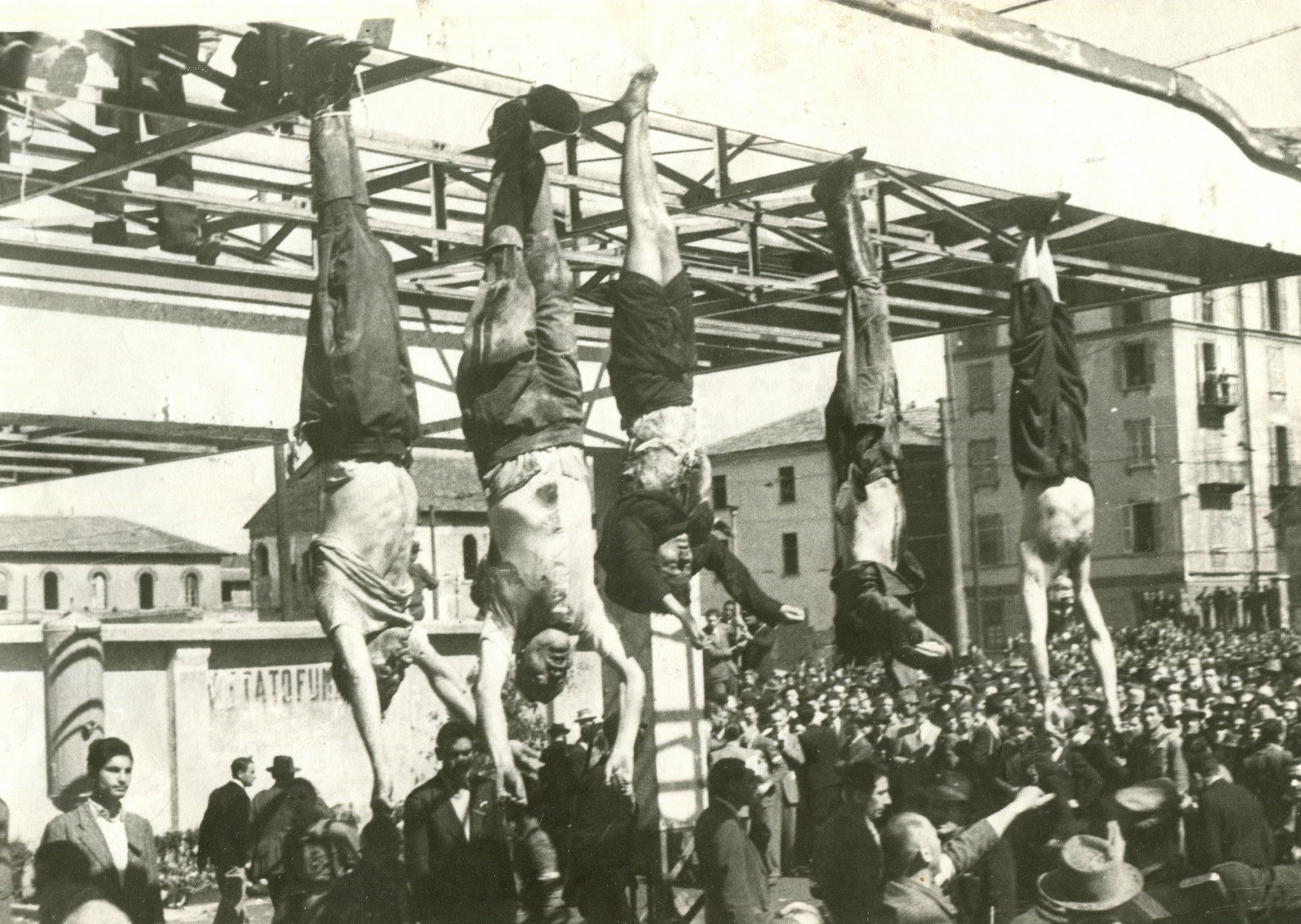
De izq. a der. se pueden observar los cadáveres del político Nicola Bombacci, del duce Benito Mussolini, de su amante Clara Petacci, del ministro Alessandro Pavolini y del político fascista Achille Starace, al ser exhibidos en la Plaza de Loreto en la ciudad de Milán en 1945.

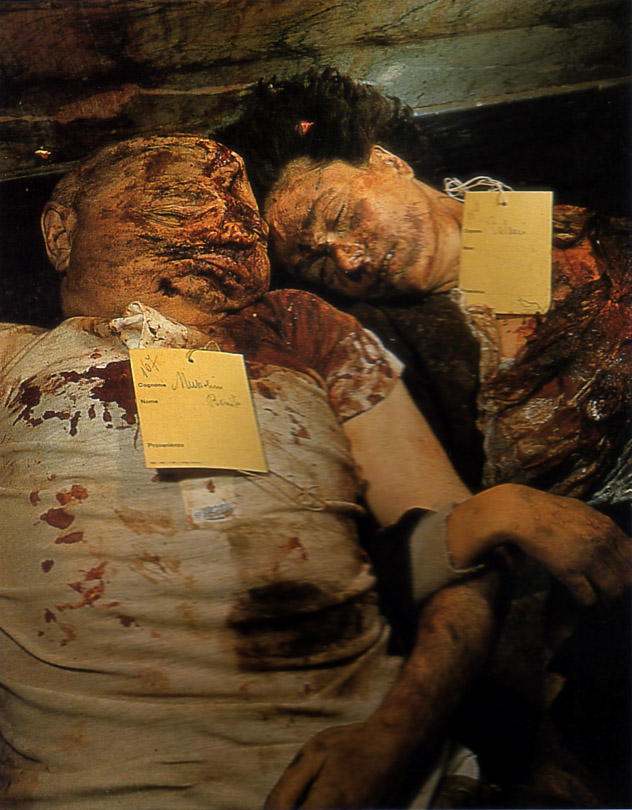
Los cuerpos de Clara Petacci y Benito Mussolini en la morgue de Milán.

Los cadáveres, junto a los de otros jefes fascistas, fueron trasladados a la plaza de Loreto de Milán, donde fueron entregados al pueblo y expuestos públicamente, colgados de los tobillos para luego ser descolgados y vapuleados. Al momento de su muerte, Clara Petacci tenía solo 33 años de edad.

## Familia
Las muertes de Clara Petacci y de su hermano mayor Marcello en 1945 fueron un duro golpe para la familia Petacci.
- En 1962 falleció la madre de Clara, Giuseppina Persichetti, a los 74 años de edad.
- En 1970 falleció el padre de Clara, Francesco Saverio Petacci, a los 87 años de edad.
- En 1972 falleció el exesposo de Clara Petacci, Riccardo Federici, a los 68 años de edad.
- En 1991 falleció la hermana menor de Clara, María Petacci, a los 67 años de edad. Con su muerte se cerró el círculo familiar Petacci Persichetti.[6]

Clara Petacci no dejó descendencia, pues nunca tuvo hijos ni con su primer esposo, ni con su amante Benito Mussolini.